# 29歳独身中堅冒険者の日常
『29歳独身中堅冒険者の日常』（にじゅうきゅうさいどくしんちゅうけんぼうけんしゃのにちじょう）は、奈良一平による日本の漫画。『別冊少年マガジン』（講談社）にて、2016年2月号から連載中。日銭を稼ぐ世話焼き独身冒険者と天真爛漫で不思議な少女の少しゆるい気分で心穏やかな日常生活を描いたファンタジー作品。2025年5月時点で累計部数が160万部を突破している。
メディアミックスとして、テレビアニメ化が決定している。

## あらすじ
スラム出身で孤児だったシノノメ・ハジメ。努力の末に上級冒険者になったが、ゆったり生きたいと考えて村専属の冒険家になった。面倒な依頼も真面目にこなしているので村人からも評判が良い。ある日のクエストでダンジョンに潜ったところ、スライムに食べられそうになっている少女・リルイを見つけて救う。自分と同様に親に捨てられて、幼いながらも無茶なクエストをしていた彼女を放っては置けずに冒険者仲間として面倒を見ることにした。リルイは何事にもめげず天真爛漫でよく笑うけなげな少女だが、実は古代種の一種であるサキュバス（淫魔）だった。

## 登場人物
シノノメ・ハジメ
声 - 古川慎
本作の主人公。29歳独身の冒険者。スラム出身の孤児で幼いころから命がけのクエストに従事し続けて白銀等級の冒険者になった。30歳を前に人生を見つめなおそうと考えて、ダンジョン近くのコマイ村で村専属の冒険者をしている。村人からの信頼は厚い。ダンジョンで見つけた孤児の少女であるリルイの面倒を見ることになった。
リルイ
声 - 鈴代紗弓
孤児で身寄りがない少女。スライムに食べられそうになっているところをハジメに助けられた。古代種のサキュバス種であり、夜な夜な体が大人の女性に変化するが自分の意思ではコントロールできない。古代種であることも自身はあまり理解できていない。幼いながらもハジメの周りの女性には嫉妬心を抱く。
ヴェロニカ・バリ
娼館「サキュバスの羽」を営むサキュバス。リルイの正体を確かめる目的でハジメが呼び寄せた。リルイのことを気に入っており、娼館の一員にしようとしている。
アニャンゴ
ドワーフの少女。魔物に父母を殺され、祖母によって育てられた。彼女もダンジョンでスライムに襲われているところをハジメに助けられ、リルイと仲良しになった。力仕事は得意。文字が読め、簡単な計算もできる。
オリーヴ・カルメン
ハジメが滞在する村でギルドの職員を務めるエルフの女性。ハジメのセクハラまがいのからかいも軽くあしらっているが、年齢のことを話題にすると激怒する。魔法もある程度扱うことができ戦闘力もあるが、激しい戦闘の後は筋肉痛に悩む。自分の能力に悩むルリイやアニャンゴに的確なアドバイスをする。

## 世界観
- 本作には、人間、ドワーフ、獣人、エルフといった4種族に加えて、古代種という第5種族が存在する。（第２話「仲間の流儀」）
- 冒険家のランクは黄金、白銀、銀、青銅、銅の5等級に分かれている。（第９話「リルイ、はじめてのお使い」）
- 魔法石が存在し、魔法を扱えない人たちはこのアイテムを使って一時的に魔法を操る。ただし、使用回数には制限がある。（第６話「お買い物」）
- 奴隷制度がある。ハジメがリルイを連れてきた時、オリーブはてっきり奴隷売買かと勘違いをした。（第１話「出会った、独身と幼女」）

## 制作背景
作者の奈良一平が20代前半のころ、担当編集者から紹介された漫画家のところへアシスタントへ行った。そこは埃まみれであったため、奈良は埃アレルギーとなり、24時間365日鼻水が止まらず深い思考ができない身体」になり、『ネコあね。』の連載終了後の時点でもその症状が続いていた。奈良には自身を慕う姪がいるが、成長した際に昔は漫画家だったがフリーターである姿を見せて「ダサッ」と言われてしまうことは避けたいと考え、鼻づまりどころではないと死ぬ気で本作のネームを描いた。奈良は「おっさんと少女」という組み合わせのジャンルを好み、そういうジャンルが描きたいと考えていたため、モデルなどは考慮されていない。主人公がおっさんであることや、29歳という年齢も「特に深い意味はない」が、奈良の中で29歳は「夢を追って良い青年」というイメージだが、30歳は「社会的にしっかりしないといけない年齢」であることを思うと、29歳にしたのは「遊んでばかりはいられない…大人一歩手前感が出したかったのかも」しれないと述べている。担当編集者にネームを持っていった後、『別冊少年マガジン』の班長がそのネームを気に入ったことから、姪が小学校に入学する前に本作の連載が決定した。小学校1年生になった姪に職業を訊ねられ、漫画家であると答えると、すごいと言われ、「間に合った」と思った奈良は、漫画家をやれているのは姪のおかげであると話している。本作の第4巻が発売されたころ、姪から鼻風邪をうつされたことがきっかけで鼻の手術をしたことにより、「物事をより深く考えることができるようになって初めてネームについて悩んだりできるようになった」という。

## 書誌情報
- 奈良一平『29歳独身中堅冒険者の日常』講談社〈講談社コミックス〉、既刊19巻（2025年5月9日現在）
  1. 2016年6月9日発売[4][6]、ISBN 978-4-06-395679-5
  2. 2016年11月9日発売[7]、ISBN 978-4-06-395772-3
  3. 2017年5月9日発売[8]、ISBN 978-4-06-395935-2
  4. 2017年11月9日発売[9][10]、ISBN 978-4-06-510237-4
  5. 2018年5月9日発売[11]、ISBN 978-4-06-511405-6
  6. 2018年11月9日発売[12]、ISBN 978-4-06-513244-9
  7. 2019年5月9日発売[13]、ISBN 978-4-06-515075-7
  8. 2019年11月8日発売[14]、ISBN 978-4-06-517301-5
  9. 2020年5月8日発売[15]、ISBN 978-4-06-518845-3
  10. 2020年12月9日発売[16]、ISBN 978-4-06-521248-6
  11. 2021年6月9日発売[17]、ISBN 978-4-06-523414-3
  12. 2021年12月9日発売[18]、ISBN 978-4-06-526267-2
  13. 2022年6月9日発売[19]、ISBN 978-4-06-528175-8
  14. 2022年12月9日発売[20]、ISBN 978-4-06-529942-5
  15. 2023年6月8日発売[21]、ISBN 978-4-06-531882-9
  16. 2023年12月7日発売[22]、ISBN 978-4-06-533896-4
  17. 2024年6月7日発売[23]、ISBN 978-4-06-535794-1
  18. 2024年12月9日発売[24]、ISBN 978-4-06-537760-4
  19. 2025年5月9日発売[25]、ISBN 978-4-06-539057-3

## テレビアニメ
2025年5月にテレビアニメ化が発表されている。

### スタッフ
- 原作 - 奈良一平[2]
- 監督・シリーズ構成 - 福島利規[2]
- メインキャラクターデザイン - 長森佳容[2]
- アニメーション制作 - HORNETS[2]
- 製作 - コマイ村自治会[要出典]